# Kodonante

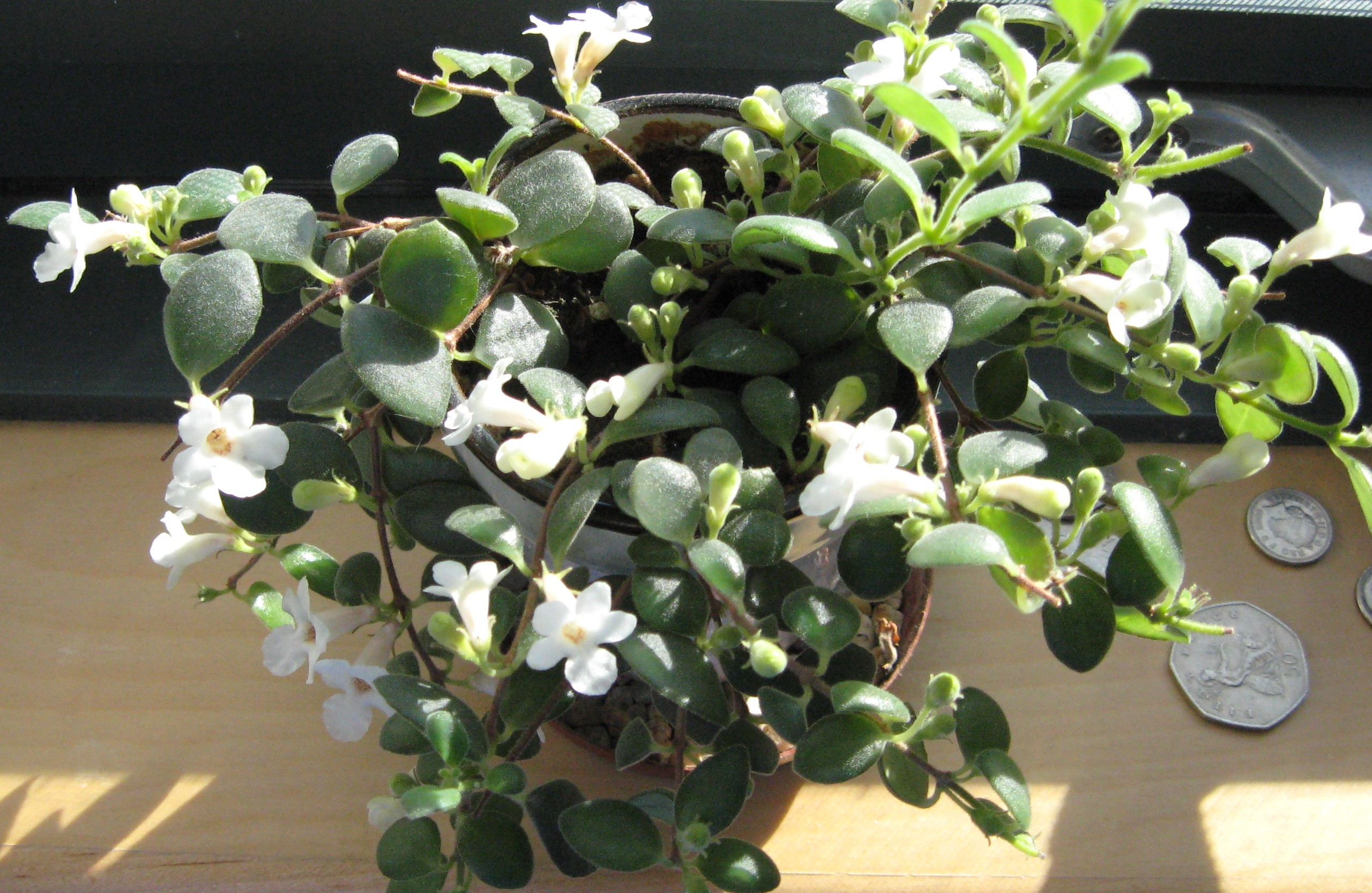
Codonanthe carnosa jako pokojová rostlina

Kodonante (Codonanthe) je rod rostlin z čeledi podpětovité. Je rozšířen v počtu 9 druhů výhradně ve východní Brazílii v ekosystému atlantického lesa. Zástupci rodu jsou epifytní rostliny s dužnatými vstřícnými listy a trubkovitými až zvonkovitými květy. Plodem je oranžová, nepukavá bobule.
V roce 2013 byla část druhů (celkem 10) přeřazena na základě výsledků fylogenetických analýz do rodu Codonanthopsis.

## Popis
Zástupci rodu kodonante jsou epifytní nebo řidčeji skalní polokeře s převislým, plazivým nebo vystoupavým, dřevnatějícím, řídce větveným stonkem. Na stonku se často tvoří adventivní kořeny. Listy jsou vstřícné, dužnaté (za sucha kožovité), celistvé, celokrajné nebo někdy u vrcholu zoubkaté. Protistojné listy jsou většinou podobné velikosti, výjimečně jsou poněkud rozdílné. Řapík je krátký nebo zcela chybí. Květy jsou pětičetné, uspořádané v chudokvětých květenstvích, vyrůstajících v paždí horních listů. Kalich je zvonkovitý, zelený nebo načervenalý, zakončený 5 laloky. Koruna je nálevkovitá až baňkovitá, v kalichu šikmo nasazená, s trubkovitou až zvonkovitou korunní trubkou, u většiny druhů bez ostruhy. Tyčinky jsou 4, přirostlé u báze korunní trubky a nevyčnívající z květu. Semeník je svrchní. Čnělka nevyčnívá z květů a nese dvoulaločnou až nezřetelnou bliznu. Plodem je žlutooranžová až sytě oranžová, dužnatá, nepukající bobule.

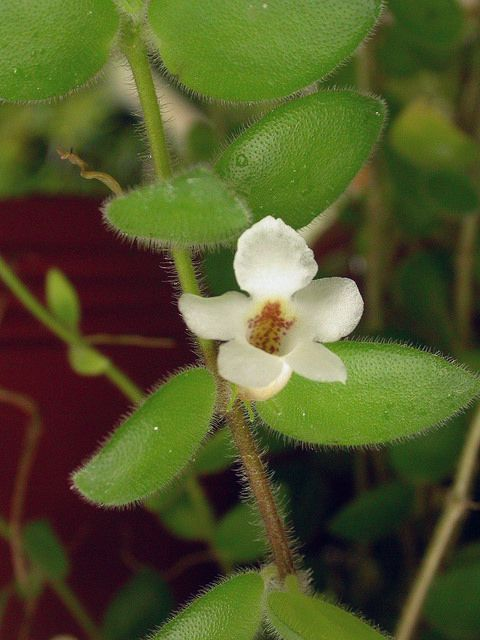
Codonanthe devosiana
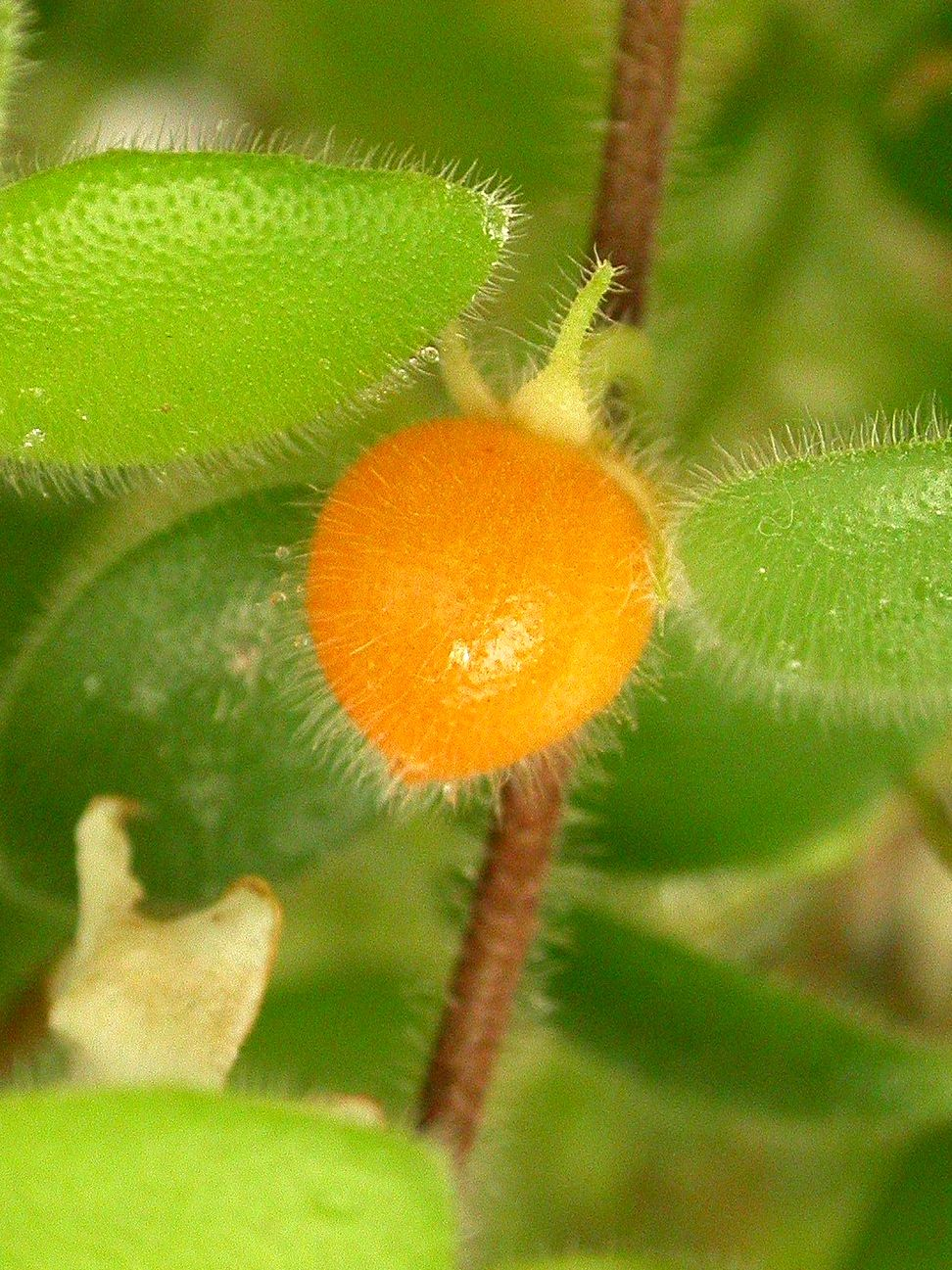
Plod Codonanthe devosiana

## Rozšíření
Rod kodonante ve stávajícím taxonomickém pojetí zahrnuje 9 druhů, které jsou všechny endemity Brazílie a vyskytují se výhradně v ekosystému atlantického lesa. Rostou jako epifyty na kmenech a v korunách stromů, řidčeji na skalách. Na rozdíl od rodu Codonanthopsis nebývají asociovány s mraveništi.

## Taxonomie
Výsledky fylogenetických studií ukázaly, že rod Codonanthe v klasickém pojetí, zahrnujícím celkem 19 druhů, je parafyletický a skládá se ze dvou nepříbuzných linií. V rodu Codonanthe tak zůstalo pouze 9 druhů, které jsou všechny endemity brazilského atlantického lesa, zatímco zbývajících 10 druhů bylo přeřazeno do revitalizovaného rodu Codonanthopsis.

## Význam
Některé druhy kodonante jsou v zahraničí prodávány jako pokojové rostliny, zejména Codonanthe devosiana. Jsou také celkem zřídka pěstovány v českých botanických zahradách.

## Přehled druhů
- Codonanthe carnosa
- Codonanthe cordifolia
- Codonanthe devosiana
- Codonanthe formicarum
- Codonanthe gibbosa
- Codonanthe gracilis
- Codonanthe mattos-silvae
- Codonanthe serrulata
- Codonanthe venosa[5]